# Калаторао
Калаторао (ісп. Calatorao) — муніципалітет в Іспанії, у складі автономної спільноти Арагон, у провінції Сарагоса. Населення — 3094 особи (2010).
Муніципалітет розташований на відстані близько 230 км на північний схід від Мадрида, 40 км на захід від Сарагоси.

## Демографія
Динаміка населення (INE ):